# Barneveld (Wisconsin)
Barneveld ist eine Gemeinde (mit dem Status „Village“) im Iowa County im US-amerikanischen Bundesstaat Wisconsin. Das U.S. Census Bureau ermittelte bei der Volkszählung 2020 eine Einwohnerzahl von 1331.
Barneveld ist Bestandteil der Metropolregion Madison.

## Geografie
Barneveld liegt im Südwesten Wisconsins. Der am Mississippi gelegene Schnittpunkt der drei Bundesstaaten Minnesota, Iowa und Wisconsin befindet sich 153 km westnordwestlich. Nach Illinois sind es 67 km in südlicher Richtung.
Die geografischen Koordinaten von Barneveld sind 43°00′56″ nördlicher Breite und 89°53′43″ westlicher Länge. Das Gemeindegebiet erstreckt sich über eine Fläche von 5,02 km².
Nachbarorte von Barneveld sind Arena (23,4 km nördlich), Black Earth (26 km nordöstlich), Blue Mounds (5,4 km östlich), Mount Horeb (13,4 km in der gleichen Richtung), Hollandale (18,7 km südsüdwestlich) und Ridgeway (8,8 km westlich).
Die nächstgelegenen größeren Städte sind La Crosse (171 km nordwestlich), Green Bay (275 km nordöstlich), Wisconsins Hauptstadt Madison (45,9 km ostnordöstlich), Rockford in Illinois (137 km südöstlich), die Quad Cities in Iowa und Illinois (213 km südsüdwestlich) und Cedar Rapids in Iowa (215 km südwestlich).

## Verkehr
Der U.S. Highway 18 und der auf diesem Streckenabschnitt deckungsgleich verlaufende U.S. Highway 151 führen in West-Ost-Richtung entlang des Zentrums von Barneveld. Alle weiteren Straßen sind untergeordnete Landstraßen, teils unbefestigte Fahrwege sowie innerörtliche Verbindungsstraßen.
Die nächsten Flughäfen sind der La Crosse Regional Airport (181 km nordwestlich), der Dubuque Regional Airport in Dubuque, Iowa (112 km südwestlich) und der Dane County Regional Airport in Wisconsins Hauptstadt Madison (57 km ostnordöstlich).

## Bevölkerung
Nach der Volkszählung im Jahr 2010 lebten in Barneveld 1231 Menschen in 457 Haushalten. Die Bevölkerungsdichte betrug 245,2 Einwohner pro Quadratkilometer. In den 457 Haushalten lebten statistisch je 2,67 Personen.
Ethnisch betrachtet setzte sich die Bevölkerung zusammen aus 98,2 Prozent Weißen, 0,7 Prozent Afroamerikanern, 0,1 Prozent amerikanischen Ureinwohnern, 0,2 Prozent Asiaten sowie 0,1 Prozent Polynesiern; 0,7 Prozent stammten von zwei oder mehr Ethnien ab. Unabhängig von der ethnischen Zugehörigkeit waren 0,2 Prozent der Bevölkerung spanischer oder lateinamerikanischer Abstammung.
30,5 Prozent der Bevölkerung waren unter 18 Jahre alt, 61,3 Prozent waren zwischen 18 und 64 und 8,2 Prozent waren 65 Jahre oder älter. 50,9 Prozent der Bevölkerung war weiblich.
Das mittlere jährliche Einkommen eines Haushalts lag bei 68.813 USD. Das Pro-Kopf-Einkommen betrug 24.131 USD. 8,4 Prozent der Einwohner lebten unterhalb der Armutsgrenze.